# Екология
 Тази статия е за науката за съжителство между видовете.  За опазването на околната среда вижте Опазване на околната среда.  
Екологията (от гръцки: οἶκος, „къща“, и -λογία, „изследване на“, букв. „домоведие“) е наука, раздел на биологията, която изучава взаимодействията между организмите, както и средата, в която живеят. Основен предмет на изследване на екологията са екосистемите, взаимно свързани мрежи от растения, животни и други организми в даден географски район, които зависят едни от други. Екологията е наука за икономиката на живата природа.
Екологията се обособява от останалите природни науки в края на 19 век. Тя е тясно свързана с други области, като физиология, теория на еволюцията, генетика и етология. За разлика от тях предмет на екологията са по-общите процеси и принципи, на които се основава функционирането на биосферата, сред които:
- жизнените процеси, обясняващи адаптациите
- разпространението и числеността на организмите
- движението на материалите и енергията в живите съобщества
- сукцесионното развитие на екосистемите
- биоразнообразието

Съществуват четири основни среди на живот – водна, сухоземна, почвена и организмова. Организмите, които ги обитават, имат редица приспособления, позволяващи им да живеят с тях. Тези приспособления се формират под влияние както на специфичните условия на средата, които наричаме абиотични екологични фактори (светлина, топлина, вода, соли, разтворени във водата, и др), така на сложните взаимодействия между организмите – биотичните екологични фактори (конкуренция, хищничество, взаимопомощ и т.н.). Тези връзки са предмет на екологията.
Екологията има множество практически приложения в области като консервационна биология, управление на природните ресурси (селско, горско и рибно стопанство), градоустройство, здравеопазване, икономика и дава принципната основа за изследване на обществените взаимодействия при хората.

## История
Екологията е обособена като биологична наука едва през 19 век от Ернст Хекел, който пръв употребява понятието. Заслуга за развитието ѝ има В. Вернадски, който обосновава становището, че организмите и средата, в която живеят са едно цяло и че помежду им се извършва кръговрат на веществата. Благодарение на този кръговрат животът на Земята не е застрашен от изчезване. Според американския учен Ю. Одум (1977) екологията е междудисциплинна област на знанието, която свързва физичните и биологичните явления и образува мост между естествените и обществените науки. Въпреки че е сравнително млада наука, екологията бързо заема важно място в живота на човека. Днес с нея се занимават не само биолозите, но и хората с най-различни професии. Причината за този интерес е важността на явленията, които тя изследва.
В България екологията се е развила като раздел на ботаниката и зоологията. Изучават се влиянията на различните екологични фактори върху растенията и животните. Истинското развитие на екологията като самостоятелна биологична наука започва около началото на 60-те години на ХХ век.

## Нива на организация
Екологията изучава системи от надорганизмово ниво – индивид, популация, съобщество, екосистема. Във връзка с тях, най-употребяваните термини и понятия са следните:
- Биотични компоненти (фактори) на системата: Съвкупността от всички видове организми във функционалната система. Класифицират се съобразно функцията на различните видове организми: производители, консуматори и разложители. Според начина си на хранене с минерален или органичен въглерод се разделят съответно на автотрофни и хетеротрофни. Според начина си на дишане, с кислород или без кислород се разделят на аеробни и анаеробни.
- Абиотични компоненти (фактори) на системата: атмосфера, хидросфера и литосфера. Частите в тях, които съдържат живот се обединяват в понятието биосфера.
- Индивид: всеки отделен организъм.
- Популация: група от индивиди от даден вид обитаващи определена територия.
- Съобщество: група от съвместно обитаващи определена територия различни популации от автотрофни и хетеротрофни организми.
- Екосистема: съвкупността от съобществата на организмите и неживата среда в която те функционират единно и взаимно зависят. Дефинира се още като най-малката основна функционална единица на природата включваща биотична и абиотична съставки. Или още, всяка природна площ или природен обем съдържаща двете абиотични и биотични компоненти се нарича екосистема. Доминиращата компонента определя каква е екосистемата т.е тя може да бъде горска екосистема, полска екосистема, планинска екосистема, почвена екосистема, водна екосистема и т.н.
- Околна среда: Всички условия (фактори) обуславящи съществуването на организмите (биотични и абиотични).
- Екологични фактори: Елементите на околната среда, които са необходими за съществуването на организмите или действащи отрицателно върху тях се наричат екологични фактори. Те се класифицират на:
  - Абиотични фактори на околната среда. Включват се всички компоненти на неживата природа. Те са светлината, температурата, относителната влажност на въздуха и други компоненти на климата и околната среда, каквито са аерирането на почвата, нейното плодородие, естествената радиация и т.н.
  - Биотични фактори на околната среда. Това е съвкупността от въздействието на жизнената дейност на едни организми върху съществуването и развитието на други организми. Едни организми служат за храна на други организми. Растенията (продуценти) служат за храна на тревоядните животни (консументи от първи порядък). Те от своя страна служат за храна на хищниците (консументи от втори порядък). Или едни организми са среда за обитаване на други организми (гостоприемник – паразит).
  - Антропогенни фактори на околната среда. Съвкупността от човешки дейности, които причиняват промяна на околната среда. Една от последиците на въздействието на антропогенните фактори е промяната на местообитанията на организмите, което застрашава тяхното съществуване. Историята на човечеството е история на неговия труд. Негово начало е ловът следван от възникването на земеделието, промишлеността, транспорта и т.н., което води до силно изменение на природата на Земята. Тези модификации упражняват въздействие върху човешкото здраве и икономическата активност. С това възниква проблемът за опазването на околната среда чрез рационализиране на човешката дейност и преди всичко рационалното използване на природните ресурси. Идентифицирането на антропогенните фактори като своеобразен вид екологични фактори осмисля връзката на екологията с опазването на околната среда и придава на тази наука приложен характер в различни изражения – геоекология, инженерна геоекология, агроекология, медицинска екология и др.
  - Ареалът е пространството, в пределите на което е разпространен определен вид или група таксономична единица от растения или животни. Големината на ареала на различни видове е най-различна – от цялата суша или Световен океан до съвсем ограничени участъци. Организми с органичен ареал се наричат ендимити, а тези които са разпространени на големи пространства, са космополити. Например колорадския бръмбар отна1ало е имал ограничен ареал. Във връзка с отглеждането на картофа той бързо е разширил ареала си – отначало по цялата територия на САЩ, а след това по цяла Северна Америка, Европа и Азия и се превърнал в космополит. Космополит е и сивият плъх. Границите на ареалите се определят от естествени прегради (планини, морета, океани), а също и от особеностите на климата, почвата, особеностите на биотичните фактори (възможност за изхранване, наличието на конкурентни взаимоотношения и др. Анторогенните въздействия оказват влияние върху ареалите на много видове. Например България бяха внесени норки, чинчили, щрауси и др. и по такъв начин бяха разширени техните ареали. Антропогенната дейност може да предизвика и стесняване на ареалите обикновено чрез замърсяване и ли унищожаване на естествените им местообитания.
  - Биотоп или екотоп е географски район с различна площ или обем, който се отличава с приблизителна еднородност на преобладаващата част на екологичните фактори. Характерният за всеки биотоп комплекс от условия определя както видовия състав на организмите, така и особеностите на формиране, съществуване и развитие на популациите. От друга страна, биоценозата въздейства върху биотопа и го променя. Всичко това определя единството на биоценозата и биотопа. Биотопът може да бъде и жив организъм – такава е жизнената среда на паразитиращите видове. В този случай паразитът и гостоприемникът формират система и са продукт на съвместна еволюция, като при паразита тази еволюция е регресивна, а при гостоприемника се формират приспособителни реакции, които се включват в сборното понятие имунитет. Биоценозата и екотопът са взаимно свързани и взаимно зависими. Екотопът е източник на ресурси и жизнената среда на биоценозата, а биоценозата непрекъснато променя екотопа. При тези промени е в сила обективен екологичен закон: живото вещество въздейства активно върху жизнената среда като промените са в насока подобряване на условията на съществуване.

## Основни поддисциплини
Приложна екология – Екология на човека – Социална екология – Геоекология – Биоекология – Геохимическа екология – Химическа екология – Физична екология – Космическа екология – Теоретична (математическа) екология